# Alfredo Cospito
Alfredo Cospito (Pescara, 14 luglio 1967) è un terrorista e anarchico italiano.
Militante anarchico insurrezionalista, nel 2014 è stato condannato a 9 anni e 5 mesi di reclusione per la gambizzazione di Roberto Adinolfi, dirigente della Ansaldo Nucleare. Successivamente ha ricevuto (dopo un lungo iter processuale) un'ulteriore condanna a 23 anni di reclusione per un attentato con ordigni esplosivi eseguito nel 2006 contro la scuola allievi carabinieri di Fossano (CN). È stato protagonista di uno sciopero della fame di quasi sei mesi contro il regime carcerario 41-bis a cui è sottoposto.

## Biografia

### Condanna per diserzione
Il 16 aprile 1991 Cospito fu condannato dal tribunale militare di Roma a un anno e nove mesi di reclusione militare per diserzione aggravata, dichiarandosi al giudice "obiettore totale" e "anarchico". Fu graziato il 27 dicembre dello stesso anno dal Presidente della Repubblica Francesco Cossiga dopo uno sciopero della fame. Prima di questa condanna ne ricevette un'altra a un anno di reclusione per il «reato di mancanza alla chiamata», che scontò solo in parte grazie ad un'amnistia.
Sempre nel 1991 fu arrestato per aver partecipato all'occupazione dell'Ex Aurum a Pescara. Nel 1996 il suo nome comparve nelle inchieste legate all'area anarco-insurrezionalista. Fino al 2008 partecipò insieme alla compagna Anna Beniamino alla redazione del giornale clandestino anarchico rivoluzionario KN03, per il quale venne accusato di istigazione a delinquere.

### Gambizzazione di Roberto Adinolfi
Il 7 maggio 2012, a Genova, Cospito e il suo complice, Nicola Gai, si recarono in motocicletta di fronte alla casa di Roberto Adinolfi, dirigente dell'azienda metalmeccanica italiana Ansaldo Nucleare. I due spararono tre volte ad Adinolfi alle gambe, fratturandogli il ginocchio, una tattica usata in precedenza in Italia dalle Brigate Rosse. Una lettera inviata al Corriere della Sera rivendicò l'attentato per conto del Nucleo Olga della Federazione anarchica informale (FAI).
Nelle prime ore del mattino del 14 settembre 2012 Cospito e Gai furono arrestati a Torino; i due apparentemente si preparavano a lasciare il Paese. All'udienza preliminare del rito abbreviato Cospito si rifiutò, verbalmente e di fatto, di alzarsi all'ingresso della corte. Subito dopo tentò di leggere in aula un documento autografo nel cui testo, poi messo agli atti, rivendicava l'attentato a Roberto Adinolfi, raccontando nei dettagli l'organizzazione dell'attentato e motivando tale azione attraverso una sua personale analisi economico-politica con al centro la "società tecnologica".
Nel documento, intitolato Il marchio della vita, Cospito affermava che sparare ad Adinolfi fu per lui una "gioia" e un "godimento", probabilmente facendo riferimento all'opuscolo considerato un "manifesto" anarco-insurrezionalista, redatto da Alfredo Maria Bonanno nel 1977, intitolato appunto La gioia armata. Su richiesta del giudice venne interrotto e allontanato dall'aula dalla polizia penitenziaria. È stato condannato a 9 anni e 5 mesi per il reato. Nicola Gai ha finito di scontare la sua pena nel 2020.
(Dichiarazione al processo per la gambizzazione del dirigente di Ansaldo Nucleare Roberto Adinolfi)

### Attentato alla scuola allievi carabinieri di Fossano
Mentre scontava la pena, Cospito è stato accusato insieme alla compagna Anna Beniamino dell'attentato del 2 giugno 2006 alla scuola allievi carabinieri di Fossano (CN). L'attentato, rivendicato con la sigla Rivolta Animale e Tremenda/Federazione Anarchica Informale (RAT/FAI), fu condotto, secondo la ricostruzione della corte, con una tecnica "a trappola": due ordigni esplosivi, uno minore come richiamo, e il secondo ad alto potenziale, temporizzato, per fare vittime. Solo per casualità non vi furono morti o feriti. Tuttavia Cospito ha dichiarato che si trattava di «due attentati dimostrativi in piena notte, in luoghi deserti, che non dovevano e non potevano ferire o uccidere nessuno».
A seguito dell'attentato, Cospito è stato inizialmente condannato a 20 anni di reclusione ai sensi dell'art. 422 del codice penale (reato di strage); successivamente la Corte di cassazione, su richiesta della Procura, ha riqualificato il reato in base all'art. 285 del codice penale come atto terroristico "diretto ad attentare alla sicurezza dello Stato", di conseguenza la Corte d'assise d'appello di Torino, chiamata ad emettere la sentenza, ha rimesso gli atti alla Corte costituzionale perché stabilisse la compatibilità o meno tra ergastolo ostativo e un attentato senza vittime.
La Corte costituzionale, con sentenza del 18 aprile 2023 ha dichiarato l'incostituzionalità della norma che vincolava la Corte di merito ad emettere una sentenza di ergastolo, ammettendo così la possibilità di applicare le attenuanti per fatti di lieve entità.
Il 26 giugno 2023 la Corte d'assise d'appello di Torino ha di conseguenza rideterminato la pena in 23 anni di reclusione.

### Il 41-bis e lo sciopero della fame

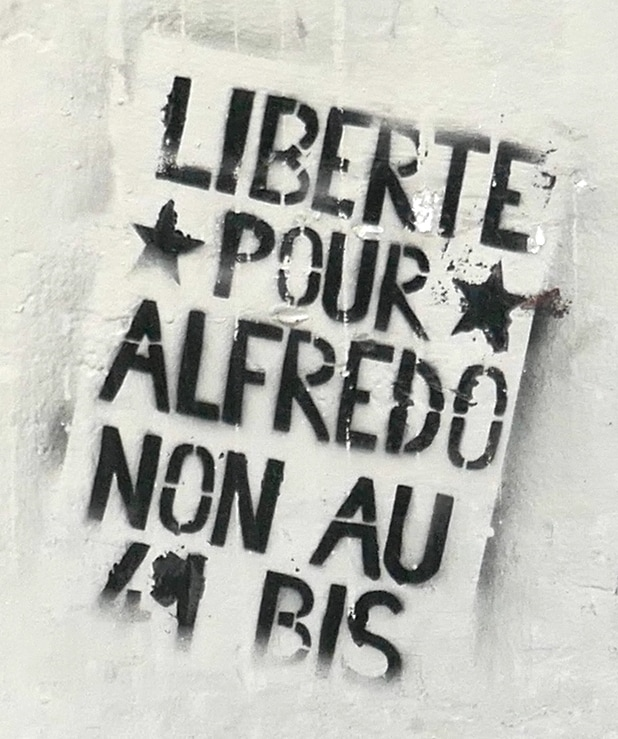
Scritta a Bienne (Svizzera), marzo 2023

Il 5 maggio 2022 Cospito è stato posto in regime di reclusione 41-bis nel carcere di massima sicurezza di Bancali (SS) in Sardegna per i "numerosi messaggi che, durante lo stato di detenzione, ha inviato a destinatari all'esterno del sistema carcerario […] documenti destinati ai propri compagni anarchici, invitati esplicitamente a continuare la lotta contro il dominio, particolarmente con mezzi violenti ritenuti più efficaci".
Il 20 ottobre 2022 Cospito ha iniziato uno sciopero della fame contro le condizioni del regime 41-bis, dimagrendo di 35 kg alla fine dell'anno. Diversi gruppi anarchici hanno manifestato in suo sostegno, mentre alcuni intellettuali e giuristi italiani hanno chiesto al Ministero della giustizia la revoca della misura, allegando, oltre a ragioni umanitarie, la "sproporzione tra i fatti commessi e le pene inflitte". Amnesty International ha preso posizione sul caso dichiarando che il 41-bis "costituisce un trattamento crudele, inumano e degradante".
Gli avvocati di Cospito avevano fatto ricorso contro la misura detentiva del 41-bis, respinto poi dalla Corte di cassazione il 24 febbraio 2023. Già iI 19 dicembre 2022 il tribunale di sorveglianza di Roma aveva rigettato la richiesta, come successivamente lo aveva respinto il ministro della giustizia Carlo Nordio, argomentando la decisione con "la sussistenza della pericolosità sociale dell'anarchico, rimasta immutata e il rischio che possa comunicare con l'esterno". Anche una richiesta di scontare la pena agli arresti domiciliari (di fatto sospendendo il regime di 41-bis) è stata rigettata il 27 marzo 2023.
Il 30 gennaio 2023 il detenuto è stato trasferito nel carcere di Opera; la detenzione è stata inframmezzata da periodi di ricovero nel reparto detentivo dell'Ospedale San Paolo di Milano a causa delle precarie condizioni di salute conseguenti allo sciopero della fame. L'avvocato di Cospito ha presentato una petizione all'Alto commissariato delle Nazioni Unite per i diritti umani, e il 1º marzo 2023, in attesa di una decisione sul merito, il Comitato ONU ha chiesto all'Italia di adottare "misure temporanee cautelative" di attenuazione del 41-bis a favore del detenuto. Nella notte tra il 25 e il 26 marzo 2023 alcuni distributori automatici di tabacco in varie regioni d'Italia sono stati manomessi in un attacco informatico, riducendo il prezzo di vendita delle sigarette a €0,10 a pacchetto. Sugli schermi dei distributori compariva la scritta "Fuori Alfredo dal 41-bis".
Il 19 aprile 2023, dopo la sentenza della Corte costituzionale che prevede la possibilità di applicare le attenuanti alla sua condanna per l'attentato di Fossano, Cospito ha annunciato l'interruzione dello sciopero della fame pur rimanendo in regime di 41 bis. Successivamente è stato nuovamente trasferito nel carcere di Sassari. Il 19 giugno 2023 la procura generale di Torino ha chiesto alla Corte d'assise d'appello di emettere una condanna all'ergastolo contro Cospito per l'attentato alla scuola carabinieri allievi di Fossano del 2006. Il 26 giugno 2023, la pena è stata rimodulata e l'anarchico è stato condannato a 23 anni di reclusione. Il 20 marzo 2024 la Corte di Cassazione ha giudicato inammissibile e respinto la richiesta di revoca anticipata del 41-bis per Cospito.